# Domino efekt
Domino efekt označava niz - uglavnom sličnih - događanja, od kojih je svaki istodobno i uzrok sljedećeg. Lančana reakcija se može se promatrati kao poseban slučaj domino efekta. 

## Podrijetlo
Ime domino efekta je nastalo od igre domino.
Domino efekt stvara iluziju da je mali pokret dovoljan za postizanje željenog učinka. U biti, ona samo aktivira redoslijed transformacija prethodno spremljene energije u kinetičku energiju.
Na osnovu domino efekta u društvenim disciplinama stvorena je domino teorija koja tvrdi kako je to psihološki efekt temeljen na emocijama, najčešće strahu. (Domino teorija je istovrsna matematičkoj teoriji kaosa koja u opisu prirodnih pojava tvrdi kako zamah leptirovih krila u Kini za nekoliko mjeseci može uzrokovati oluju u Europi.) Može se primijetiti na svakom sportskom susretu kad jednu ekipu uhvati panika. Tada igru treba smiriti, ili na kratko prekinuti kako bi se prekinuo negativan slijed događaja.

## Domino efekt u gospodarstvu
Domino efekt najčešće se javlja u djelatnostima gdje su moguće brze promjene koje izazivaju strah od prijenosa promjena na druge, npr. u financijama. Kad jedna veća banka dospije u stanje nelikvidnosti svi štediše pokušavaju na brzinu dići uloge. Pošto je posao banke kreditiranje one deponirani novac na drže u sefovima, već ga dalje posuđuju. To znači da ni jedna banka ne može u istom trenutku vratiti sve depozite. Ako svi štediše istovremeno pokušaju dići novac sa štednje stečaj je neizbježan za svaku, pa i najveću svjetsku banku. Kad nestane novca na šalterima nastaje panika koja se prenosi na ostale štediše koji također navaljuju na banku. Tada banka povlači svoje uloge u drugim bankama koje također postaju nelikvidne. Tada se panika prenosi i na štediše ostalih banaka koji također navaljuju na svoje banke, te jedna po jedna banka odlaze u bankrot. Najveći takav domino efekt dogodio se 1929. u SAD-u, a i u drugim državama to se ciklički često događalo dok je postojalo zlatno važenje novca. Domino efekt redovito se javlja nakon planski izgrađivanih financijskih piramida koje imaju za cilj postepenim ubacivanjem novca na neko tržište ovladati tim tržištem i ostvariti ekstra profit, te naglim povlačenjem novca izazvati razbijanje tog tržišta i uništenje protivnika tj. konkurencije.

## Domino efekt u politici
Domino efekt, znatno rjeđe, znao se događati i u politici uvijek kad se kod velikog postotka stanovništva probudila nada u nešto novo, bolje, ili kad se javio strah od promjena. Početkom dvadesetog stoljeća, dolaskom boljševika na vlast u Rusiji postojala je znatna opasnost da se isto, poput domino efekta prenese i na ostale zapadne države. Mnogi su povjerovali u novo, bolje društvo i bili su spremni poginuti za to. Ali, vrlo brzo pristalice komunizma koji su otišli na izobrazbu u sovjetske političke centre, vidjeli su žalosne rezultate. Neki su ostali vjerni plaćenici komunizma, ali neki su se razočarali pa su ga s time upoznali svoju javnost. Dobar dio onih koji su se razočarali u ekonomske efekte marksizma i Lenjinove prve petoljetke odbacili su marksističku ekonomsku teoriju, ali su zadržali kolektivizam, boljševički apsolutni centralizam i boljševičke terorističke metode vladanja, te su se tako osnovali nove ljevičarske socijalističke ideološke frakcije kao što su nacionalni socijalizam i fašizam. Samim time nestalo je opasnosti od domino efekta u širenju marksističkog komunizma.   
Domino efekt javio se i kod raspada istočnog bloka. Komunizam je društvo koje se održavalo na strahu. Načeli su ga Papa Ivan Pavao II koji je preko katoličke crkve napao komunizam i SSSR, posredno preko Poljske, tako što je pokazao kako se ne treba bojati kad su svi složni, Ronald Regan koji je ekonomski uništio SSSR uvukavši ga u skupi projekt rata zvijezda, te prozapadne arapske države koje su velikim povećanjem proizvodnje nafte srušili njenu cijenu koju je SSSR izvozio u velikim količinama. Nastala je borba za vlast u samom SSSR-u, te se čitav varšavski pakt raspao čim je Boris Jeljcin, u borbi za vlast objavio odvajanje Rusije od SSSR-a. Ovaj domino efekt je pojačan medijskim dezinformacijama koje su posijale paniku širom sovjetskog carstva za vrijeme perestrojke, ali se nije proširio na dalekoistočne komunističke države koje su medije držale pod punom kontrolom.   

## Utjecaj medija na pojavu domino efekta
Domino efekt nikad ne dolazi sam od sebe. Netko mora pokrenuti pad prve kockice koja zatim ruši ostale u nizu, a poželjno je brzo, preko medija posijanu paniku prenijeti na saveznike neprijatelja, kako bi se i oni urušili. Ako se prijenos promjena ne dogodi brzo domino efekt nestaje.